# Sistema de fixação a pólvora

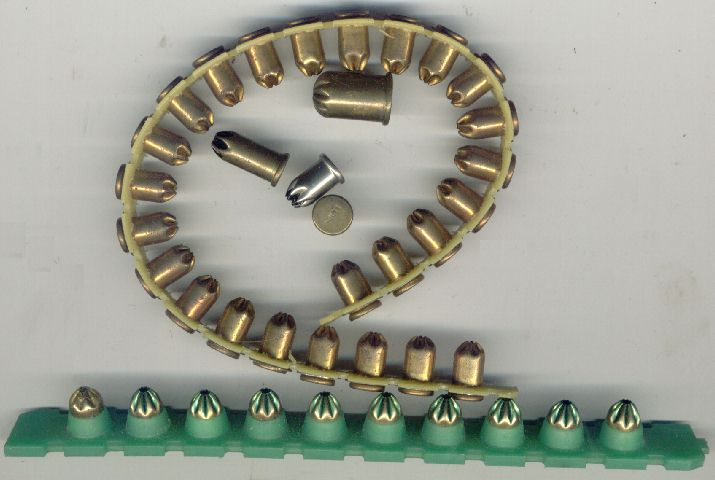
Fulminantes para pistola de fixação

Um sistema de fixação a pólvora, conhecido também como sistema de fixação direta, é uma tecnologia acionada por uma explosão controlada de uma pequena carga de propelente químico referido como "fulminante", semelhante ao processo que dispara uma arma de fogo. O sistema de fixação a pólvora é utilizado na construção civil e na indústria manufatureira para fixar diversos tipos de materiais a estruturas de concreto ou aço.
O sistema faz uso de três componentes:
- o fixador ou "pino";
- a ferramenta ou "pistola";
- e o fulminante ou "cartucho".

Quando o operador, aciona o gatilho da "pistola", o propelente do "cartucho" é deflagrado, o gás da combustão aciona o pistão que, por sua vez, impulsiona o "pino" a velocidades que podem ultrapassar 300 m/s.

## Histórico
O sistema de fixação a pólvora foi desenvolvido para uso comercial durante a Segunda Guerra Mundial, quando sistemas de fixação de alta velocidade foram usados para reparar temporariamente os danos aos navios. No caso de rupturas no casco, essas ferramentas fixavam placas de aço sobre as áreas danificadas. Essas ferramentas foram desenvolvidas pela Mine Safety Appliances, para a Marinha dos Estados Unidos. Ferramentas acionadas por pólvora foram investigadas e usadas antes deste desenvolvimento; elas foram usadas na caça de submarinos durante a Primeira Guerra Mundial e foram objeto de uma patente dos Estados Unidos, solicitada em 1919 e concedida em 1921 (Patente E.U.A. 1 365 869).

## Pistola finca pino

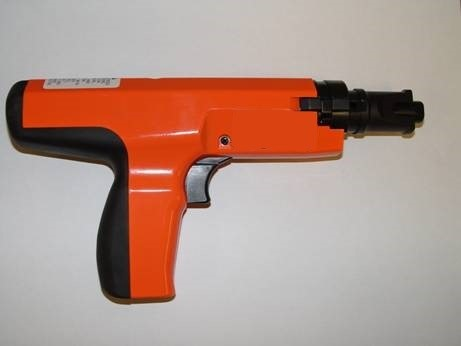
Um exemplar de "pistola finca pino".

A ferramenta utilizada nesse sistema, é conhecida no Brasil como "pistola finca pino".
Existem dois tipos de "pistola finca pino":
- De ação direta, ou de alta velocidade
- De ação indireta, ou de baixa velocidade (abaixo de 100 m/s)

Os cartuchos utilizados nessas pistolas são do tipo festim e são conhecidos no Brasil como "cartuchos finca pino" (ou coloquialmente "espoleta").
Os cartuchos finca pino mais comuns são apresentados nos calibres .22 (curto e longo) e .27 polegadas acondicionados em tiras plásticas chamadas "magazines". As cores das tiras plásticas, indicam a potência das cargas. Geralmente: VERDE: carga fraca, AMARELO: carga média e VERMELHO: carga forte.
As potências dos cartuchos por código de cores são as seguintes:
| Cor      | Velocidade         |
| -------- | ------------------ |
| Cinza    | 300 ft/s (91 m/s)  |
| Marrom   | 390 ft/s (119 m/s) |
| Verde    | 480 ft/s (146 m/s) |
| Amarelo  | 570 ft/s (174 m/s) |
| Vermelho | 660 ft/s (201 m/s) |
| Púrpura  | 750 ft/s (229 m/s) |

| Cor      | Velocidade           |
| -------- | -------------------- |
| Cinza    | 840 ft/s (256 m/s)   |
| Marrom   | 930 ft/s (283 m/s)   |
| Verde    | 1.020 ft/s (311 m/s) |
| Amarelo  | 1.110 ft/s (338 m/s) |
| Vermelho | 1.200 ft/s (366 m/s) |
| Púrpura  | 1.290 ft/s (393 m/s) |

As velocidades acima, são nominais, com variação de ±45 ft/s (13,7 m/s).

## Fixação no aço
O calor gerado quando o pino é projetado no aço faz com que este fique soldado ao material base. A alta capacidade de carga do pino aumenta ainda mais pelo efeito pressão do material base projetado à volta do pino. Um efeito adicional de colagem é proporcionado pelo rendilhado da haste da maioria dos pregos e cavilhas usados para aplicações em aço.

## Fixação no concreto
A alta pressão e temperaturas até 900°C são geradas na ponta do pino quando este é projetado no concreto. Como resultado, a superfície de aço do fixador torna-se mais áspera provocando uma fusão parcial e um efeito colagem microscópica. Permite obter uma fixação sólida e durável no concreto. Há uma reação de fricção entre o concreto e o pino.
Principais produtores de ferramentas automáticas: Walsywa, Hilti, ITW, Powers, Ramset, Simpson e Remington.
Tipos de ferramentas para aplicação dos pinos, com o princípio "de baixa velocidade"
- Ferramentas Automáticas
- Ferramentas à pistão.

## Regras de utilização segura
- Inspeccione sempre a ferramenta antes de a usar.
- O utilizador deve colocar protecção para ouvidos e capacete quando a ferramenta estiver a ser utilizada.
- Segure a ferramenta perpendicular ao material base.
- Certifique-se que o material base é adequado para o sistema de fixação.
- A distância mínima ao bordo, quando fixa em betão é 80mm e no aço é 10mm.
- Nunca deixa a ferramenta carregada (com fulminantes). Retire sempre a fita de fulminantes da ferramenta.
- Nunca apontar a ferramenta contra si ou outra pessoa
- Não faça fixações em ambientes explosivos ou inflamáveis

## Principais aplicações em construção
- Fixação de cofragens, tela de impermeabilização, isolamentos, barreiras de protecção, travamento de tijolo.
- Fixação de raias, cantoneiras e perimetros de divisórias e tectos falsos.
- Suspensão de tectos falsos, caminhos de cabos, tubos e condutas.
- Fixação de chapas para coberturas e fachadas metálicas.